# Isoeptano
L'isoeptano (2-metilesano) è un isomero dell'eptano di formula C7H16. Strutturalmente si presenta come una molecola di esano con un gruppo metile in posizione 2. 
È normalmente presente nell'eptano in commercio come impurità, anche se non viene considerato tale, in quanto l'isoeptano presenta proprietà chimiche e fisiche molto simili al n-eptano. In ogni caso, è possibile separare il n-eptano dall'isoeptano mediante processo di distillazione e raffinazione.
Essendo un alcano, l'isoeptano è immiscibile in acqua, e miscibile in composti come alcoli ed etere, anche se l'isoeptano stesso viene considerato come solvente.